# Astragalus sanandajianus
Astragalus sanandajianus là một loài thực vật có hoa trong họ Đậu. Loài này được Tietz miêu tả khoa học đầu tiên.